# Macadamia tetraphylla

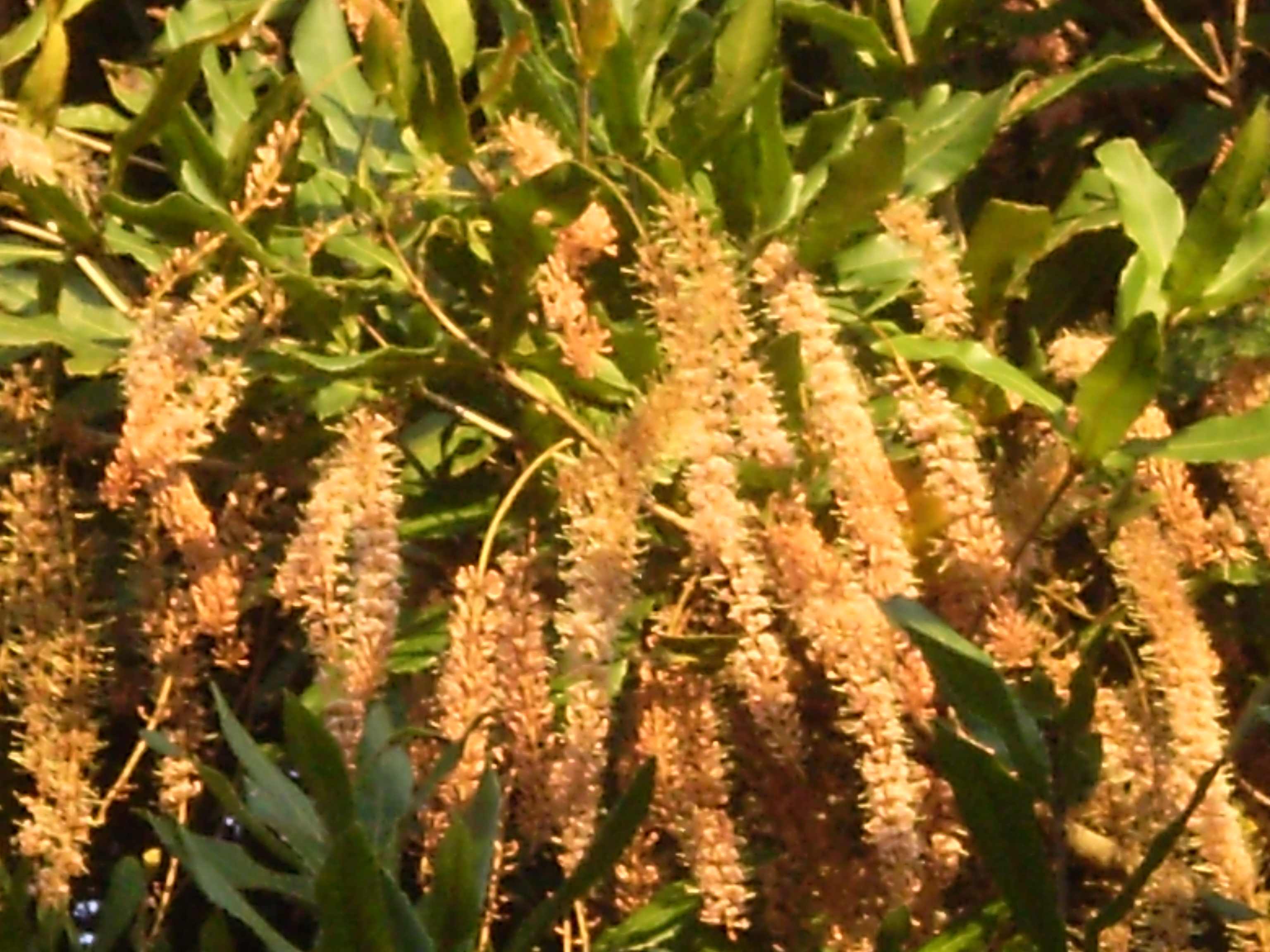
Macadamia tetraphylla, flores rosas.

Macadamia tetraphylla es un árbol en la familia Proteaceae, nativo de Nueva Gales del Sur y Queensland en Australia.  Nombres comunes incluyen nuez de macadamia, nuez poppel (poppel nut), macadamia espinosa (prickly macadamia), nuez de Queensland, y nuez de cáscara áspera (rough-shelled Queensland nut)

## Descripción
Esta especie tiene un follaje denso y crece hasta 18 metros de altura. Las hojas, las cuales tienen los márgenes dentados y miden de 7 a 25 cm de largo. Tiene flores largas pendientes rosas cremosas a púrpura, a las cuales le siguen frutos leñosos y redondeados, los cuales miden de 2 a 3 cm de diámetro y contienen semillas (Frutos secos) comestibles.
Ha sido introducido en México y se ha desarrollado bien en los estados Michoacán y Jalisco.
Crece en zona de rusticidad de 9 a 11.

## Primer cultivo alimentario nativo de Australia
Macadamia tetraphylla fue la primera planta en ser cultivada por australianos no indígenas como cultivo comercial. La primera plantación comercial de árboles de macadamia se realizó a principios de los 1880s, a 12 km al sureste de Lismore, Nueva Gales del Sur consistente de M. tetraphylla. Plantones de la plantación original fueron usadas como portainjerto para las variedades modernas injertadas bien entrado el siglo XX. Esta plantación original fue finalmente clareada y reemplazada por variedades modernas injertadas a mediados de los 1990s.

## Taxonomía
Macadamia tetraphylla fue descrita por Lawrence Alexander Sidney Johnson y publicado en Proceedings of the Linnean Society of New South Wales 79(1): 15–16. 1954.
Sinonimia
- Macadamia ternifolia F.Muell.[6]